# Antoni Comín
Antoni Comín Oliveres (Barcellona, 7 marzo 1971) è un politico e docente spagnolo, vicepresidente esecutivo del Consiglio per la Repubblica e membro del Parlamento europeo dal luglio del 2019. È il quarto figlio del politico e intellettuale Alfonso Carlos Comín i Ros e di Maria Lluïsa Oliveres i Sanvicens, dopo Maria, Pere e Betona. Ha una relazione di coppia con lo scenografo Sergi Corbera con il quale ha una figlia, Laia.
Frequenta le scuole elementari, medie e superiori presso la scuola Santa Anna di Barcellona e studia musica, specializzandosi in pianoforte fino al grado superiore, presso la Scuola di Musica di Barcellona. Si laurea in filosofia e lettere e in scienze politiche presso l'Università Autonoma di Barcellona; nel 1996 ottiene la borsa di studio Robert Schuman per uno stage presso la sede del Parlamento Europeo in Lussemburgo. Successivamente completa il suo dottorato di ricerca in Studi Umanistici presso l'Università Pompeu Fabra, dove ottiene il titolo di dottore.
Inizia la sua carriera professionale come docente presso la scuola del Sagrat Cor di Barcellona e dal 1998 al 2017 è professore del Dipartimento di Filosofia Sociale dell'ESADE (Università Ramon Llull).

## Biografia
Nato a Barcellona il 7 marzo 1971, è il quarto figlio del politico e intellettuale Alfonso Carlos Comín i Ros e di Maria Lluïsa Oliveres i Sanvicens. Ha una relazione di coppia con lo scenografo Sergi Corbera con il quale ha una figlia, Laia.
Frequenta le scuole elementari, medie e superiori presso la scuola Santa Anna di Barcellona e studia musica, specializzandosi in pianoforte fino al grado superiore, presso la Scuola di Musica di Barcellona. Si laurea in filosofia e lettere e in scienze politiche presso l'Università Autonoma di Barcellona; nel 1996 ottiene la borsa di studio Robert Schuman per uno stage presso la sede del Parlamento Europeo in Lussemburgo. Successivamente completa il suo dottorato di ricerca in Studi Umanistici presso l'Università Pompeu Fabra, dove ottiene il titolo di dottor
Inizia la sua carriera professionale come docente presso la scuola del Sagrat Cor di Barcellona e dal 1998 al 2017 è professore del Dipartimento di Filosofia Sociale dell'ESADE (Università Ramon Llull).

### Ingresso in politica
La figura del pdre, uno dei leader più carismatici e stimati dell'opposizione democratica al franchismo, è fondamentale per comprendere la sua traiettoria intellettuale e politica. Alfonso Comín rappresentava la corrente di sinistra cristiana durante la lotta antifranchista e i primi anni della transizione in Spagna. Sempre in difesa dei valori di uguaglianza, giustizia sociale e catalanismo e di profonde convinzioni cristiane, Alfonso Comín è una dellepiù grandi influenze sul pensiero politico di Antoni Comín.
Anche se il suo impegno politico è di lunga data - sempre nell'ambito delle forze politiche di sinistra e catalaniste - la sua militanza più attiva inizia con la partecipazione al movimento alter-globalista, sorto intorno al World
Social Forum.
Dal 2003 al 2011 fa parte del movimento politico di taglio progressista, repubblicano e federale, creato da Pasqual Maragall: Cutadans pel Canvi in cui confluivano settori della sinistra catalana al di là dei partiti politici e che partecipa alle elezioni al Parlamento della Catalogna in coalizione con il Partit dels Socialistes (PSC).

### Deputato del Parlamento della Catalogna
Toni Comín è eletto deputato al Parlamento catalano alle elezioni del 2003 nella candidatura di Ciutadans pel Canvi -PSC. Durante questa prima legislatura come deputato, assume la segreteria della Commissione Affari Istituzionali, seguendo quindi in prima linea l'elaborazione del nuovo Statuto di Autonomia della Catalogna approvato in referendum nel 2006, e collabora attivamente alle politiche di promozione dell'economia sociale e del cooperativismo del Governo della Catalogna. Presiede inoltre la Commissione interdipartimentale responsabile della progettazione e gestione del Reddito Minimo di Inserimento.
Nelle elezioni del 2006 è rieletto e nominato presidente della Commissione per le Petizioni, portavoce della commissione Cooperazione e Solidarietà e vice portavoce della commissione Economia, responsabile in materia fiscale. In questo periodo partecipa attivamente alla riforma della tassa di successione.
Nello stesso anno assume il coordinamento politico di Ciutadans pel Canvi dove guida l'Iniziativa Legislativa Popolare per una nuova Legge Elettorale della Catalogna, la campagna "Via Federale", che mette sul tavolo per la prima volta nel campo del socialismo catalano la necessità di una riforma costituzionale che riconosca il diritto all'autodeterminazione della Catalogna, come pure la campagna a favore del Reddito di Cittadinanza.
In quel periodo, Antoni Comín è nominato vicepresidente della Fondazione Catalunya Segle XXI, dove coordina il progetto “Consultazione per la Giustizia Globale”, scaturito dal dialogo “Come rendere equa la globalizzazione”, nel quadro del Forum Universale delle Culture di Barcelona del 2004. Da questo progetto nasce la mostra “Cambiamento di rotta. 9 condizioni per un mondo senza povertà”, di cui è Commissario, svoltasi prima nel Castello di Montjuïc, nel 2010, poi nel Complesso Modernista di Sant Pau, nel 2011-2012 e infine al Centro Culturale Fondazione Caixa de Terrassa, nel 2013.
In questi anni è anche coordinatore e promotore del Seminario su "Democrazia Economica", promosso dalla Federazione delle Cooperative di Lavoro della Catalogna.

### Evoluzione verso l'indipendentismo
A seguito della sentenza del TC (Corte costituzionale) nel 2010 sullo Statuto della Catalogna e delle sue conseguenze politiche, nel dicembre 2013, insieme ad altri membri del Partito Socialista che non condividono l'allontanamento del Partito dalla sua tradizione catalanista, crea un nuovo movimento Socialismo, Catalogna e Libertà . In questo spazio si accelera man mano il suo avvicinamento al movimento indipendentista e a ERC, che culmina nel 2015 con la sua inclusione nelle liste della candidatura indipendentista Junts pel Sí, alle elezioni per il Parlamento catalano, su proposta di ERC.

### Ministro del governo della Generalitat
Il 13 gennaio 2016, il nuovo presidente della Generalitat, Carles Puigdemont, lo nomina ministro della Salute del Governo della Generalitat.
Il 1º ottobre 2017 si svolge il referendum sull'indipendenza. Come gli altri membri del governo, il 27 ottobre 2017 è destituito dalla carica di ministro della Salute della Generalitat de Catalunya dal governo spagnolo in applicazione dell'articolo 155 della Costituzione spagnola. Il 30 ottobre 2017 deve esiliarsi a Bruxelles, insieme al presidente Carles Puigdemont e ad altri tre ministri del governo, Clara Ponsatí, Lluís Puig e Meritxell Serret.

### Esilio
Antoni Comín, con altri membri del governo català decide di restare nella capitale d'Europa per proseguire la lotta contro la repressione spagnola nel cuore delle istituzioni europee. Inizia la persecuzione penale e il Tribunal Supremo spagnolo, con il suo ingranaggio giudiziario, si adopera a fondo per ottenerne l'estradizione. Il 3 novembre la "Audiencia Nacional" spicca il suo primo euromandato.
Nel frattempo, Antoni Comín ha già scelto come luogo di residenza la storica città universitaria di Lovanio. Il giudice belga detterà la sua decisione sull'estradizione il 14 dicembre, ma il giudice Llarena del Tribunal Supremo spagnolo decide di disattivare l'euromandato una volta constatata la improbabilità che lo stesso venga accolto dalla giustizia belga.
Il 7 dicembre oltre 100.000 catalani gremiscono, superando tutte le previsioni, le strade del quartiere europeo di Bruxelles, nella manifestazione indetta da Omnium e ANC con lo slogan "Svegliati, Europa".
Alle elezioni del 21 dicembre, l'indipendentismo mantiene la maggioranza nel parlamento della Catalogna e Toni Comín viene eletto deputato come indipendente nelle liste di ERC.
Il 22 marzo 2018 il giudice Llarena del Tribunal Supremo spicca contro i membri del governo catalano in esilio il secondo euromandato, che sarà respinto dal giudice belga un anno dopo, il 16 maggio 2018. Il giudice belga respinge espressamente l'estradizione per vizio di forma.
Il 12 luglio, il tribunale dello Schleswig-Holstein (Germania) rifiuta l'estradizione di Carles Puigdemont per ribellione e sedizione. Il 19 dello stesso mese, il Tribunal Supremo decide di ritirare in blocco tutti gli euromandati contro Antoni Comín e il presidente Puigdemont, nonché quelli spiccati contro Lluis Puig, Clara Ponsatí e Meritxell Serret.

### Parlamento europeo

#### La lotta per il seggio
Le elezioni al Parlamento europeo del 2019 si traducono in un nuovo braccio di ferro con le autorità giudiziarie spagnole, che faranno tutto il possibile per evitare che gli esuli Carles Puigdemont, Antoni Comín e Clara Ponsatí diventino eurodeputati. Prima, il Comitato Elettorale Centrale "(Junta Electoral)” li esclude dalla lista " Lliures per Europa " accogliendo così il ricorso che PP e Ciudadanos avevano presentato contro la loro candidatura adducendone la incompatibilità con la loro situazione giudiziaria.
Viene quindi presentato un ricorso all'Ufficio Contenzioso del Tribunal supremo, che nella sua risposta sostiene che Puigdemont, Ponsatí e Comín "hanno il diritto di candidarsi" alle elezioni europee.
Infine, il 26 maggio, alle elezioni europee, la lista di "Junts i Lliures per Europa" del presidente Puigdemont vince in Catalogna, ottenendo quasi un milione di voti e due seggi. Antoni Comín occupa il secondo posto della lista ed è quindi eletto deputato al Parlamento Europeo.
Una volta eletti, il Comitato elettorale centrale (Junta electoral) proibisce che il giuramento della Costituzione spagnola possa essere pronunciato in Belgio, impedendo così loro di assumere l'incarico all'inizio della legislatura. Carles Puigdemont e Toni Comín si rivolgono allora alla Corte di Giustizia dell'UE che il 19 dicembre 2019 rigetta in pieno le tesi del Tribunal Supremo spagnolo. Così, a sei mesi dalla loro elezione, Antoni Comín i Oliveres e il presidente Carles Puigdemont possono occupare i loro seggi al Parlamento europeo.
Intanto, il 14 ottobre, il giudice Llarena spicca per la terza volta un mandato d'arresto europeo contro Carles Puigdemont e Antoni Comín per i reati di sedizione e appropriazione indebita, poche ore dopo che il Tribunal Supremo avesse notificato la sentenza con cui condannava a pene che vanno dai 9 ai 13 anni di carcere i leader del processo indipendentista. Ma il 2 gennaio 2020, la giustizia belga sospende il procedimento volto a decidere la loro consegna o meno alla Spagna dopo aver accertato che godono d'immunità parlamentare.

#### Immunità parlamentare
Il 16 gennaio 2021, il Parlamento europeo annuncia però l'avvio della petizione contro Carles Puigdemont, Antoni Comín e Clara Ponsatí (che entrerà come deputata al Parlamento europeo una volta consumatasi la Brexit) per revocare l'immunità loro spettante come eurodeputati e quindi poter riattivare l'euromandato. La petizione è attualmente in sospeso, in attesa della sentenza sul ricorso che i tre eurodeputati hanno presentato alla CGUE.

#### Attività parlamentare
Al Parlamento europeo, Antoni Comín è membro delle commissioni per lo Sviluppo e l'Aiuto Umanitario. È membro anche della Commissione per l'Ambiente, la Sanità Pubblica e la Sicurezza Alimentare.
Nel corso della legislatura, Antoni Comín è particolarmente attivo nel chiedere la revoca dei brevetti sui vaccini contro il COVID-19 al fine di accelerare il processo di vaccinazione nei paesi del Sud, e nelle questioni relative alla lotta al cambiamento climatico.

### Consiglio per la Repubblica
Antoni Comín i Oliveres è vicepresidente e direttore esecutivo del Consell per la República dalla sua presentazione al Salone di Sant Jordi il 30 ottobre 2018. La missione del Consell consiste nella difesa del mandato derivato dal referendum del 1º ottobre, per cui la Catalogna deve diventare uno Stato indipendente sotto forma di Repubblica e della sua legittimità, nonché nell'impegno continuo per renderlo pienamente operativo. Il Consiglio, in Belgio, opera per diffondere la causa indipendentista a livello internazionale. Si considera l'embrione delle istituzioni della Repubblica catalana proclamata nell'ottobre 2017.
Il 29 febbraio 2020, il Consiglio organizza un evento di massa nel Parc de les Exposicions di Perpignano con la presenza di oltre 150.000 persone, la più grande manifestazione politica mai organizzata in Francia.

### Collaborazioni con i media
Durante tutta la sua carriera, Antoni Comín è stato un collaboratore assiduo in molti media, soprattutto di stampa e radio. Con articoli, conferenze e collaborazioni ha potuto comunicare la sua visione dell'attualità degli ultimi decenni in Catalogna, Spagna, Europa e nel mondo.
Nel 1993 entra a far parte del Consiglio di Redazione della rivista El Ciervo -fondata tra gli altri da suo padre, Alfonso Comín nel - dove collabora e pubblica articoli regolarmente e ininterrottamente per più di 20 anni, fino al 2015.
Collabora regolarmente anche con il settimanale La República con articoli tra il 2018 e il 2020. E in precedenza aveva pubblicato, anche qui con regolarità e per diversi anni, prima su El Mundo-Catalunya e poi sul quotidiano ARA. Durante tutto il suo percorso professionale pubblica articoli in molte altre testate giornalistiche, quotidiani e riviste, tra cui El País, El Periódico, El Punt Avui, Iglesia Viva o Quaderns de Cristianisme i Justícia.
Anche la sua presenza nei vari media audiovisivi della Catalogna è costante. La sua prima collaborazione è con il programma "Postres de Music" a Catalunya Ràdio, nel 1998, e in seguito partecipa assiduamente ad altri dibattiti politici sulla stessa emittente, nonché a programmi di Barcelona Televisió, COM Ràdio e al dibattito notturno di RAC-1. Per cinque anni ha partecipato come opinionista al programma radiofonico mattutino leader in Catalogna, El perquè de tot plegat, su RAC1.

## Opera
- El sentido político de la marginación (Sal Terrae, 1996)
- "Emmanuel Mounier" (10 pensadors cristians del segle XX, 1997)
- Els canvis són possibles (1998)
- La igualtat, una fita pendent. Cristianisme i Justícia. (1999)[37]
- La mundialización: aspectos políticos, a ¿Mundialización o conquista? (1999)
- La unidad perdida del ser y el pensar (2000)
- Emmanuel Mounier, el seu impacte en el pensament polític (Diálegs, 2001)
- "Política e interioridad" (a La interioridad, un paradigma emergente, 2002)
- Los cambios son posibles (2002)
- Globalizar la política para democratizar la economía, a Mundo global, justicia parcial (2003)
- Autoritat mundial. Per a un lideratge planetari legítim. Cristianisme i Justícia. (2005)[38]
- Federalismo de la diversidad, en nombre de la igualdad (a Hacia una España plural, social y federal, 2005)
- Cuando llueve, sin duda hace falta un paraguas (a Sobre el presente y el futuro del sindicalismo, 2006)
- A fronte del dogmatismo, un elogio della critica, non del relativismo (2006)
- Governabilitat democràtica global: Proposta d'organització institucional (2007)
- "Europa dividida" (a Món dividit, 2007)
- Les paraules del socialisme (2008)
- Democràcia Econòmica. Cap a una alternativa al capitalisme (2009)
- "Notas (intempestivas) sobre el liberalismo" (a Liberalismo vs Socialdemocracia, 2010)